# 埃蒙斯图瓦尔
埃蒙斯图瓦尔（法語：Hémonstoir，法語發音：[emɔ̃stwaʁ]）是法国阿摩尔滨海省的一个市镇，位于该省南部，和莫尔比昂省接壤，属于圣布里厄区。

## 地理
埃蒙斯图瓦尔（48°9'31"N, 2°49'51"W）面积14.03 平方千米，位于法国布列塔尼大區阿摩尔滨海省，该省份为法国西北部沿海省份，位于布列塔尼半岛北部，北濒大西洋英吉利海峡，西接菲尼斯泰尔省，南至莫尔比昂省，东临伊勒-维莱讷省。
与埃蒙斯图瓦尔接壤的市镇（或旧市镇、城区）包括：凯尔格里斯特、圣戈纳里、卢代阿克、圣卡拉代克、圣科内克、圣热朗-克鲁瓦桑韦克。

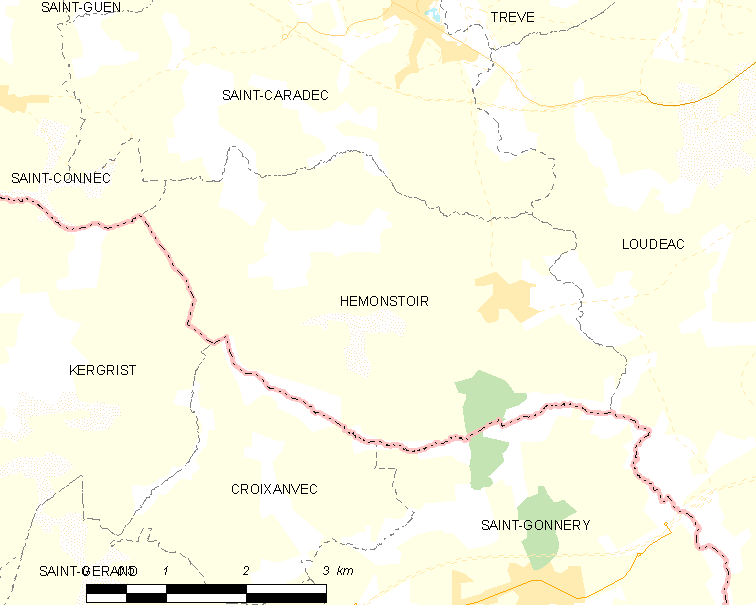
埃蒙斯图瓦尔的OSM定位图

埃蒙斯图瓦尔的时区为UTC+01:00、UTC+02:00（夏令时）。

## 行政
埃蒙斯图瓦尔的邮政编码为22600，INSEE市镇编码为22075。

## 政治
埃蒙斯图瓦尔所属的省级选区为盖莱当县。

## 人口

1962-2008年间埃蒙斯图瓦尔人口变化图示

埃蒙斯图瓦尔于2022年1月1日时的人口数量为708人。